# Dżardżis
Dżardżis (arab. جرجيس, fr. Zarzis) – miasto u wybrzeży Tunezji.
Miasto zamieszkiwała bardzo liczna diaspora żydowska, o czym świadczy tutejsza synagoga.